# Borowlany (rejon miński)
Borowlany (biał. Бараўляны, biał. łac. Baraŭliany; ros. Боровляны) – wieś na Białorusi, w obwodzie mińskim, w rejonie mińskim. Siedziba sielsowietu. Miejscowość silnie zurbanizowana, ośrodek usługowy, głównie leczniczy.
W czasach Rzeczypospolitej wieś leżała w województwie mińskim. Odpadła od Polski w wyniku II rozbioru. W granicach Rosji należała do ujezdu mińskiego w guberni mińskiej. Ponownie pod polską administracją w latach 1919–1920 w okręgu mińskim Zarządu Cywilnego Ziem Wschodnich. Od 1920 roku w Białoruskiej SRR. Od 1938 roku wchodzi w skład obwodu mińskiego.
Borowlany są ważnym ośrodkiem leczniczym Białorusi. Znajduje się tu zespół szpitalny, Centrum Medyczne Rejonu Centralnego, Państwowe Centrum Naukowo-Praktyczne Dziecięcej Onkologii, Hematologii i Immunologii, Białoruskie Hospicjum Dziecięce oraz Mińska Obwodowa Stacja Sanitarno-Epidemiologiczna.
Wieś należy do parafii rzymskokatolickiej Imienia NMP w Mińsku. W miejscowości znajduje się świetlica, prowadzona przez Salezjanów.

## Demografia
| Rok  | Liczba | Zmiana |
| ---- | ------ | ------ |
| 2008 | 5 329  | -      |
| 2009 | 7 339  | 2 010  |
| 2014 | 12 800 | 5 461  |
| 2018 | 16 708 | 3 908  |